# Marianne Dashwood
Pour les articles homonymes, voir Dashwood.
Marianne Dashwood est un personnage de fiction du roman Sense and Sensibility, premier roman édité, en 1811, de la femme de lettres britannique Jane Austen. Elle partage avec sa sœur aînée, Elinor, la fonction de protagoniste, puisque le roman raconte les aventures sentimentales parallèles des deux sœurs.
Marianne, pleine de vie, passionnée et imprudente, veut vivre comme une héroïne de ces romans qu'elle adore : à seize ans et demi, elle tombe follement amoureuse du beau Willoughby et manque de se laisser mourir de chagrin après avoir découvert qu'il s'apprête à en épouser une autre. Mais, parce qu'elle est généreuse et intelligente, elle comprend qu'elle a mieux à faire que mourir d'amour à cause d'un homme sans scrupules qui l'a trahie. Et parce qu'« elle ne peut rien faire à moitié », elle acceptera, à dix-neuf ans, le bonheur raisonnable que lui offre le colonel Brandon, entourée de ceux qui l'aiment et qu'elle aime.

## Biographie

### Portrait
Jane Austen présente Marianne dans les derniers paragraphes du premier chapitre, en comparant ses qualités intellectuelles avec celles de sa sœur ainée, Elinor : elles ont des aptitudes intellectuelles égales, mais, comme sa mère et Margaret, la plus jeune, elle a un tempérament romanesque et une sensibilité excessive : « ses joies et ses peines pouvaient ne connaitre aucune retenue » (her sorrows, her joys could have no moderation), ce qui inquiète la raisonnable Elinor.
Le portrait physique n'est fait qu'au début du chapitre X, lorsque Willoughby vient prendre de ses nouvelles. Là encore, Marianne est comparée à Elinor, mais, si la description d'Elinor tient en une phrase, celle de sa sœur est plus détaillée, car la narratrice les présente à travers les yeux de Willougby : elle est encore plus belle (still handsomer), plus remarquable, car plus grande (in having the advantage of height, was more striking) ; son visage est particulièrement charmant (her face was so lovely), ses traits parfaits (her features were all good), son sourire doux et captivant (sweet and attractive). Sa peau est un peu trop sombre (her skin was very brown) pour les canons de beauté de l'époque, mais elle est si diaphane que son teint est lumineux (her complexion was uncommonly brilliant). Quant à ses yeux, très foncés (very dark), ils sont pleins de feu.
Lorsqu'elle apprend la trahison de Willoughby elle devient indifférente à tout, et si apathique que John, son demi-frère, considère qu'elle a tellement enlaidi qu'elle n'a plus aucune chance de faire un mariage « intéressant ». Après sa maladie, elle met longtemps à retrouver ses couleurs et son enthousiasme.

### Une jeune fille romanesque
Jane Austen fait naître la seconde fille d'Henry Dashwood, vers la fin du XVIIIe siècle (entre 1778 et 1781). Elle la présente comme une fille sensée et intelligente (sensible and clever) mais passionnée et refusant de se plier aux règles contraignantes du savoir-vivre et de la politesse, qu'elle juge hypocrites. Mais elle est aussi généreuse, aimable et intéressante ; elle forme avec sa sœur Elinor un couple qui n'est pas sans rappeler celui que Jane Austen formait avec sa sœur aînée Cassandra. Quoiqu'elle soit persuadée que « nous savons toujours quand nous agissons mal » (we always know when we are acting wrong, elle a cependant une conduite très imprudente avec Willoughby, qui laisse croire à l'entourage qu'ils se sont fiancés : elle danse avec lui seul, lui laisse prendre une mèche de cheveux et lui écrit, ce qui, à l'époque, est un signe absolu d'engagement. L'adolescente de 17 ans est totalement spontanée et se montre incapable de modérer ses joies ou ses chagrins.

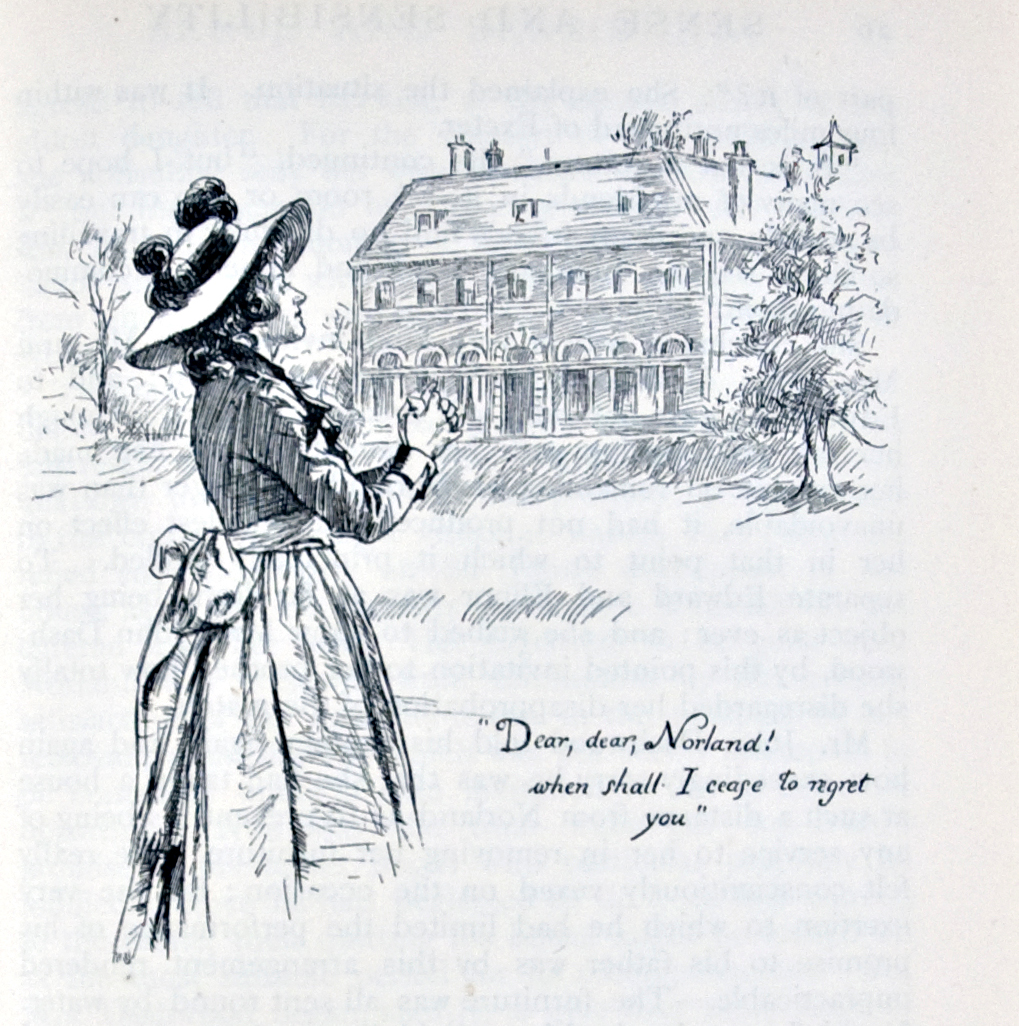
Adieux émus de Marianne à Norland (Chris Hammond, 1899.)

Lorsqu'il faut quitter Norland, la propriété familiale, elle se plonge dans des abîmes de mélancolie et, nourrie de poésie élégiaque, salue la demeure de son enfance et les arbres du parc qui perdent leurs feuilles roussies par l'automne, comme on pleure la mort d'êtres chers. C'est sur le même ton passionné qu'elle décrit la vallée autour de leur nouveau domicile, Barton Cottage ; en parfaite préromantique, elle en admire l'irrégularité, l'aspect sauvage, le sublime, alors que le pragmatique Edward Ferrars y voit un beau domaine rationnellement exploité.
Marianne vit dans le monde chimérique de ses poèmes et de sa musique et finit bientôt par confondre la réalité avec la fiction. C'est ainsi que, pleine de préjugés sur ce que doit être un homme aimable, elle porte un jugement sans appel sur le mélancolique et fortuné colonel Brandon, qu'elle trouve, à 35 ans, trop vieux pour éprouver des sentiments amoureux et se marier. Elle n'a, pour le qualifier, que des mots négatifs et exagérés : il est assez vieux pour être son père, il est ridicule et il porte des gilets de flanelle. Le jeune et fringant John Willoughby qu'elle a rencontré dans des circonstances particulièrement romanesques cadre mieux, selon elle, à l'image du prince charmant : il l'a trouvée alors qu'elle s'était foulé la cheville, et l'a ramenée chez elle en la portant dans ses bras.
Se laissant guider par ses sentiments, Marianne rejette tout avertissement de prudence de la part de sa sœur aînée, la raisonnable Elinor, et se laisse, comme sa mère et Margaret, totalement envoûter par le charme incontestable du séducteur. Sous son influence, elle ne tarde pas à se transformer en une jeune fille très égoïste, totalement centrée sur le couple fusionnel qu'ils forment, à ce qu'elle croit.

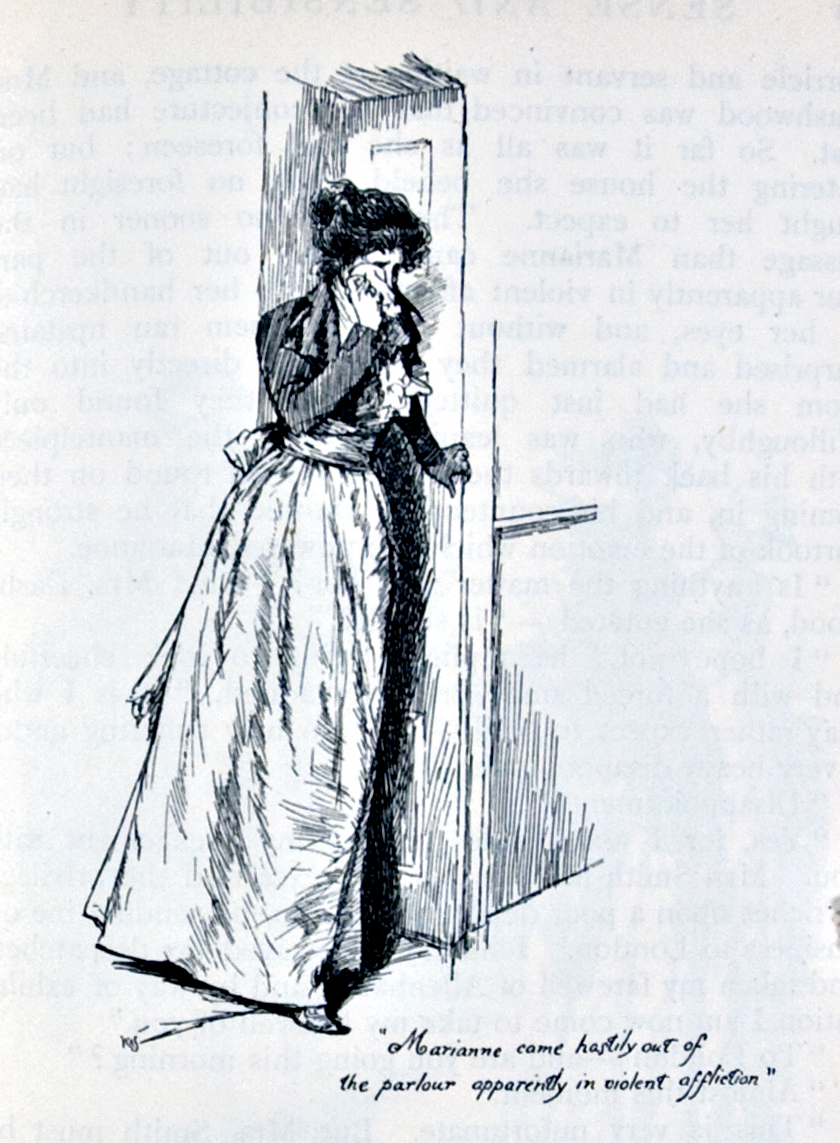
Le départ brutal de Willoughby afflige Marianne (Chris Hammond, 1899).

### Un drame romantique
Cependant, le départ brutal et inexplicable du jeune homme, alors qu'il lui avait laissé entendre qu'il allait demander sa main, la laisse désemparée. Et la proposition de Mrs Jennings d'inviter les demoiselles Dashwood à l'accompagner à Londres est la bienvenue. Elle n'a qu'une idée fixe, retrouver Willoughby, mais la découverte de sa trahison, lors d'un bal à Londres où il se montre si froidement protocolaire, l'anéantit et la rend injuste envers sa sœur aînée qu'elle accuse de froideur et de manque de cœur, ignorant qu'Elinor vit presque le même drame qu'elle. Découvrant que son prince charmant va épouser Miss Grey, la jeune femme qu'elle a vue avec lui au bal et qui possède une belle fortune, 50 000 livres, elle est sidérée par sa traîtrise.

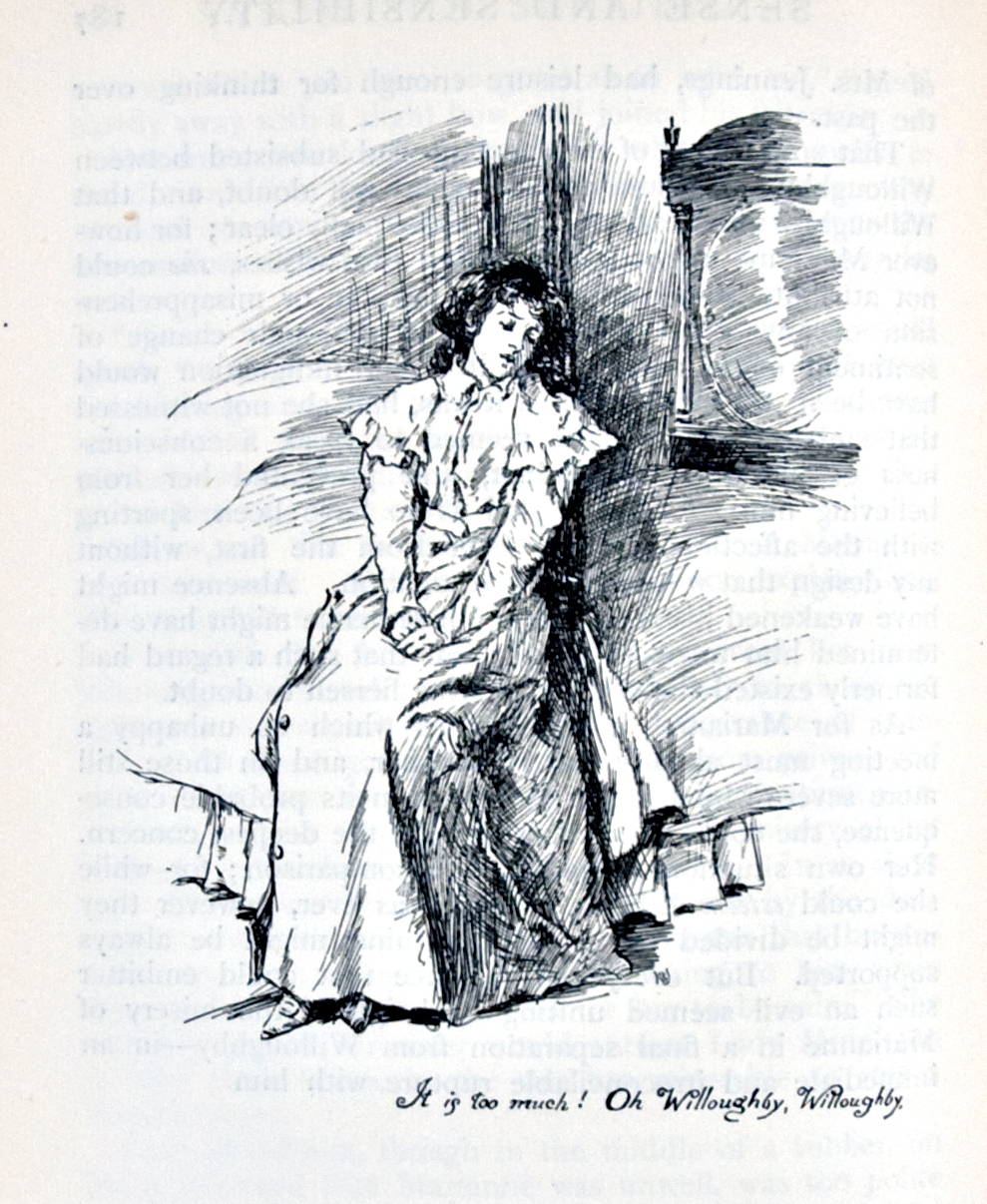
Marianne pleure la trahison de Willoughby (Chris Hammond, 1899).

La manière dont Marianne et Willoughby se retrouvent à Londres est symbolique : c'est dans une salle luxueuse, pleine à craquer et épouvantablement chaude, ce dont il faut bien s'accommoder. Quand elle aperçoit Willoughby, Marianne veut se diriger droit sur l'homme qu'elle aime, mais la foule, les règles de politesse à respecter, les convenances, la chaleur oppressante, tout l'enferme et la paralyse. Willoughby a beau jeu de la saluer avec toutes les apparences de la politesse, si elle s'écrie, en rougissant violemment : « Grand Dieu, Willoughby, qu'est-ce que cela veut dire ? », c'est qu'elle a conscience de la fausseté et de la superficialité absolue de tout ce qui l'entoure. Elle s'effondre lorsque, le lendemain du bal, il lui retourne ses lettres et sa mèche de cheveux, accompagnées d'un billet froidement poli (dicté par Miss Grey, apprendra-t-on plus tard).
Lorsqu'elle apprend sa conduite passée envers la nièce de Brandon, Eliza, et découvre rétrospectivement le risque qu'elle a couru, faute de pouvoir hurler sa douleur, elle s'enferme dans un chagrin muet et désespéré et n'a qu'une envie, fuir Londres. Elle découvre avec consternation la souffrance muette et le courage d'Elinor lorsque se dévoile l'engagement d'Edward Ferrars avec Lucy Steele. Mais cette découverte, au lieu de l'inciter à se dominer, à l'exemple de sa sœur, la démoralise encore plus, la plongeant dans d'amers regrets et de cruels remords. La possibilité de quitter enfin la ville, où le comportement de John et Fanny Dashwood n'a rien de fraternel, est un vrai soulagement. Les Palmer les ont emmenées avec eux à Cleveland, qui n'est qu'à dix-huit miles de Barton, et Marianne entretient son chagrin par de longues promenades solitaires dans le parc. Lorsqu'elle prend froid, elle ne lutte pas et se laisse mourir de chagrin.

### Savoir retrouver la raison
La maladie de Marianne a des aspects psychosomatiques et certains symptômes confinent à la folie. Elle est malade de l'intensité de ses passions et de son rêve brisé. Sa fièvre comateuse est une fuite devant la réalité, celle de la trahison, mais aussi celle des convenances sociales.
Mais cette maladie est finalement le coût à payer pour entrer dans une vie calme et tranquille. Symboliquement, avant sa maladie ses yeux étincelaient, alors que, lorsqu'elle reprend conscience, elle a un regard raisonnable quoiqu'alangui (rational though languid gaze). Plutôt que de mourir comme le ferait une véritable héroïne romantique, Marianne prend conscience que se laisser aller serait une lâcheté, une sorte de suicide et un acte égoïste, comme elle le dira à Elinor, après avoir appris, de la bouche de sa sœur, la venue à Cleveland et les excuses de Willoughby :« Si j'étais morte, cela aurait été un suicide » (Had I died,— it would have been self-destruction). Elle surmonte lentement sa maladie et en profite pour faire un sérieux examen de conscience concernant son comportement depuis sa rencontre avec le jeune homme. La douloureuse expérience l'a assagie, mais n'a pas changé son caractère, aussi se lance-t-elle avec un enthousiasme renouvelé dans un programme d'études, entre musique, lectures et promenades. Elle accepte même l'idée de « demeurer toujours avec sa mère, cherchant son seul plaisir dans la solitude et l'étude » (« remaining for ever with her mother, finding her only pleasures in retirement and study »).

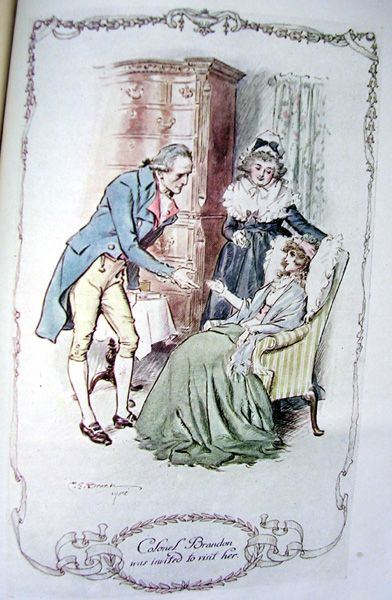
Marianne accepte les visites du colonel Brandon (C.E. Brock, 1908).

Elle accepte aussi de pardonner à Willoughby, et reçoit ses excuses et ses explications, mais pas directement de sa bouche, de celle d'Elinor, ce qui atténue beaucoup leur force émotionnelle. Marianne n'était pas suffisamment riche pour que le jeune homme léger et dépensier brave la colère de sa tante, qui menaçait de le déshériter devant son refus de réparer les conséquences de la séduction d'Eliza, et Elinor n'aura pas trop de mal à faire admettre à sa sœur que, compte tenu de leur caractère respectif, leur mariage n'aurait pas pu être heureux. Il doit maintenant apprendre à vivre sans elle, comme elle a appris à vivre sans lui.
Mais le colonel Brandon n'est pas loin, figure silencieuse et protectrice, lui qui, comme elle, a été blessé par un premier amour malheureux et qui, grâce à sa générosité, retrouvera la joie de vivre.

## Du roman à l'écran

### Éléments d'analyse du personnage

#### Premier amour
Comme lady Delacour dans Belinda de Maria Edgeworth, Marianne, l'héroïne romanesque de l'amour unique et éternel, doit apprendre à accepter l'idée d'un second attachement sentimental, à la fois pour elle, et pour celui qu'elle épouse.
D'ailleurs, Jane Austen a ironiquement présenté un second attachement comme supérieur à un premier à la fin du chapitre II de Jack & Alice (Juvenilia, Volume the First), Lady Williams affirmant à Alice : « Je suis moi-même le triste exemple des misères associées en général à un premier amour, et je suis déterminée à éviter à l'avenir une semblable infortune.[…] Un second attachement a rarement de graves conséquences » (« I am myself a sad example of the Miseries in general attendant on a first Love & I am determined for the future to avoid the like Misfortune. […] A second attachment is seldom attended with any serious consequences »).
La ressemblance entre Marianne et sa mère, dont elle est la préférée, est une question de caractère, mais pas seulement. Elles sont toutes les deux romanesques et facilement enthousiastes, et suivent le même cheminement sentimental : comme sa mère l'a fait quelque vingt ans auparavant, Marianne donne finalement son cœur à un homme qui a déjà connu un premier attachement, même s'il n'est pas veuf comme Henry Dashwood. Et comme Emma Woodhouse plus tard, elle s'attache à un homme nettement plus âgé qu'elle, qui est une figure protectrice, voire paternelle.

#### Critique de la sensibilité et du romanesque
Jane Austen préfère nettement Elinor, et dans une certaine mesure condamne le refus de Marianne de se plier aux usages du monde. Elle lui a d'ailleurs donné un prénom qui a une connotation négative en Angleterre à l'époque (c'est, dans la France révolutionnaire, le symbole de la liberté). Certes, par son attitude, Marianne souligne l'hypocrisie de certaines conventions sociales, l'étiquette de la conversation, le formalisme des visites, mais c'est sous le coup des émotions et avec le désir de calquer sa vie sur des valeurs liées au culte de la sensibilité. Elle se conduit en personnage de roman, et son romantisme exacerbé est considéré par la narratrice comme dangereux pour la vie du groupe : le poids des conventions va l'obliger à les accepter, ou, comme Ophélie, se laisser mourir.
Mais l'évolution de la société fait que certains lecteurs modernes trouvent la romanesque Marianne beaucoup plus attachante et fascinante que la prudente et trop rationnelle Elinor. Dans le cadre d'une lecture féministe du roman, son acceptation finale des conventions et son mariage avec le mélancolique Brandon, un homme de 17 ou 18 ans plus âgé qu'elle, est considéré comme un pis-aller, voire une « punition » ou un « châtiment ». Ce qui explique en partie la nécessité, pour les œuvres portées à l'écran, de rendre les personnages masculins plus « dignes » des héroïnes dont ils obtiennent la main, car de nos jours, les sentiments l'ont emporté sur la raison, et le débat au centre du roman, entre émotionnel et raisonnable, cœur et raison, sentimental et rationnel, cède de plus en plus à la pression de l'émotionnel.
Du vivant de l'auteur, déjà, le mariage de Marianne et Brandon ne satisfaisait pas certains lecteurs. Sa sœur Cassandra aurait préféré que Brandon épouse Elinor et la première traductrice, Isabelle de Montolieu, n'a pas hésité, en écrivant en 1815 Raison et Sensibilité, ou Les Deux Manières d'aimer, à étoffer le dénouement, pour donner à Marianne l'occasion de justifier son choix.

### Marianne à l'écran

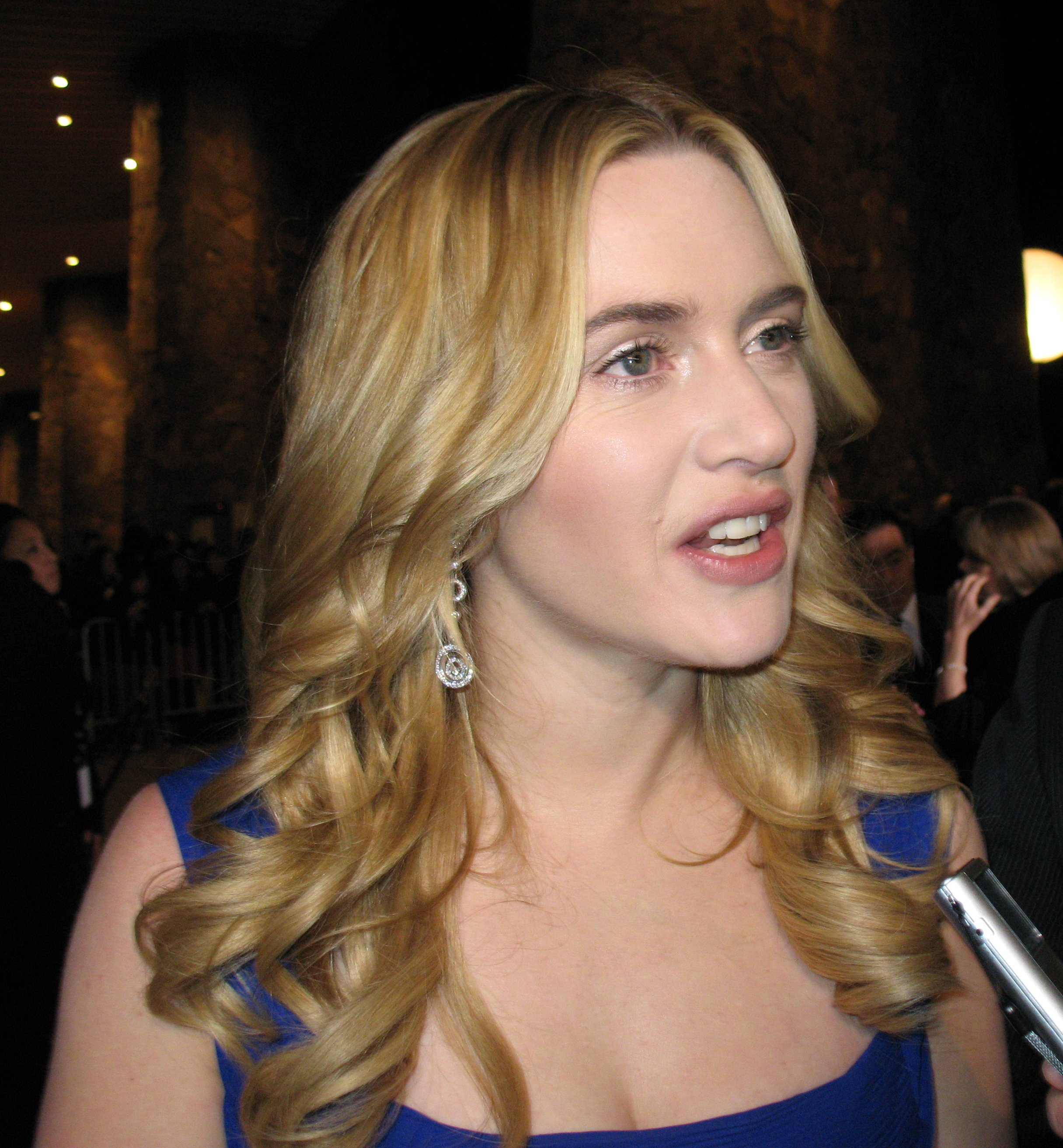
Kate Winslet (ici en 2007) qui obtint un BAFA, un Award et une nomination aux Oscars pour son interprétation en 1995.

Sense and Sensibility a fait l'objet de plusieurs adaptations, mais moins nombreuses que d'autres romans de Jane Austen. Ainsi, Marianne Dashwood est interprétée par :
- 1971 : Ciaran Madden (dans la première série de la BBC).
- 1981 : Tracey Childs (dans la deuxième série de la BBC) réalisée par Rodney Bennett.
- 1995 : Kate Winslet dans le film réalisé par Ang Lee.
- 2000 : Aishwarya Rai dans le film indien Kandukondain Kandukondain, une transposition proximisante, où l'héroïne s'appelle Meenakshi.
- 2008 : Charity Wakefield dans Raison et Sentiments, mini-série en trois épisodes de John Alexander pour la BBC.